# Mihály Vörösmarty
Mihály Vörösmarty (1. prosince 1800, Pusztanyék, dnes Kápolnásnyék – 19. listopadu 1855, Pešť, nyní Budapešť) byl maďarský romantický spisovatel, básník, dramatik a překladatel, společně s Józsefem Bajzou a Ferencem Toldym nejvýznamnější propagátor romantických tendencí v maďarské literatuře.

## Život

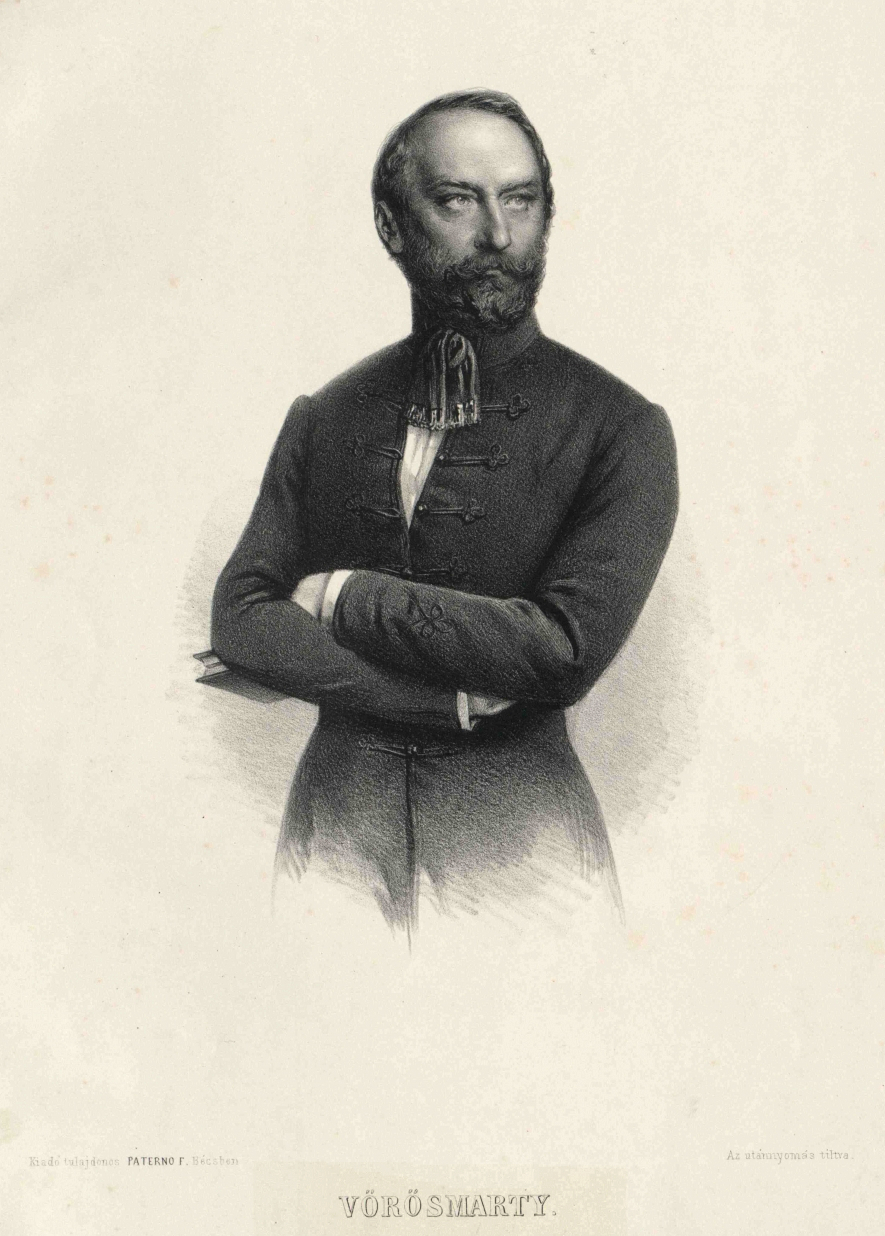
Mihály Vörösmarty

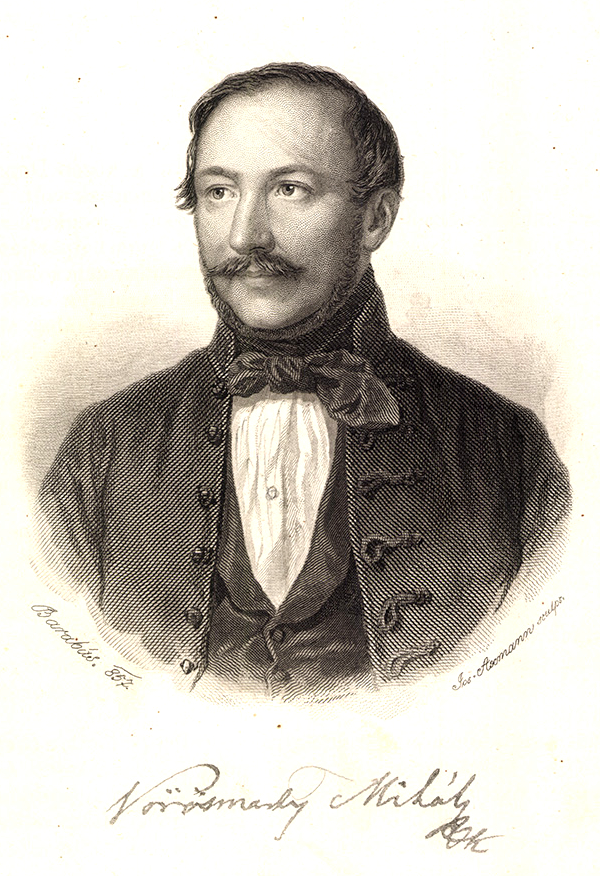
Mihály Vörösmarty

Pocházel ze zchudlé šlechtické rodiny. Maturoval roku 1817 v Pešti a do roku 1821 studoval práva na pešťské univerzitě. Po smrti otce se dostal do finančních problémů a živil se proto jako vychovatel, zejména u aristokratické rodiny Perczelů, jejichž dceru Etelku beznadějně miloval, a která se stala první inspirátorkou jeho milostné poezie. Později působil jako právní aspirant, redaktor a nakonec jako samostatný spisovatel. Spolupracoval s Kisfaludyho almanachem Aurora. Od roku 1830 byl členem Uherské akademie věd, pro kterou sestavil stanovy a redigoval její jazykovědné edice. Patřil k zakládajícím členům Kisfaludyho společnosti (Kisfaludy Társaság), což byla literární společnost v Pešti, založená roku 1836 a pojmenovaná po dramatikovi Károlym Kisfaludym, která patřila k nejvýznamnějším literárním institucím v Uhrách. Společně s Bajzou a Toldym redigoval do roku 1843 časopis Athenaeum, kde uveřejnil celou řadu divadelních kritik a roku 1837 první systematickou teorii maďarského dramatu Dramaturgiai töredékek (Dramaturgické zlomky). Postupně se stal jednou z nejuznávanějších autorit soudobého maďarského kulturního života. Roku 1843 se oženil s Laurou Csajághy (1825–1882), která byla jeho múzou. Byl stoupencem Lajose Kossutha a proto se po porážce maďarské revoluce roku 1849 musel skrývat a postihla ho tvůrčí a duchovní krize. Zemřel duševně i tělesně vyčerpán a jeho pohřeb v Pešti se stal mohutnou politickou demonstrací za svobodu maďarského národa.
Vörösmarty byl nejvýznamnější básník a společně s Károlym Kisfaludym také nevýznamnější dramatik maďarského romantismu. Vyšel z klasicismu, ale i tato díla byla prodchnuta duchem romantismu. Psal monumentální historickou i drobnou epiku s vlasteneckým posláním, reflexivní i osobní lyriku a romantická dramata. Jeho dílo je prodchnuto ideou sociální spravedlnosti, národní svéprávnosti a filosofickým hledáním smyslu života. Jeho báseň Szózat (1836, Výzva) se stala textem neoficiální (tzv. druhé) maďarské hymny. Jako dramatik byl ovlivněn Williamem Shakespearem a Victorem Hugem. Do maďarštiny přeložil Shakespearovy tragédie Julius Caesar (1839) a Král Lear (1854). Překlad Romea a Julie se mu nepodařilo dokončit. Prózu psal jen zřídka, vydával ji časopisecky a v jeho díle je považována za méně významnou.

## Výběrová bibliografie

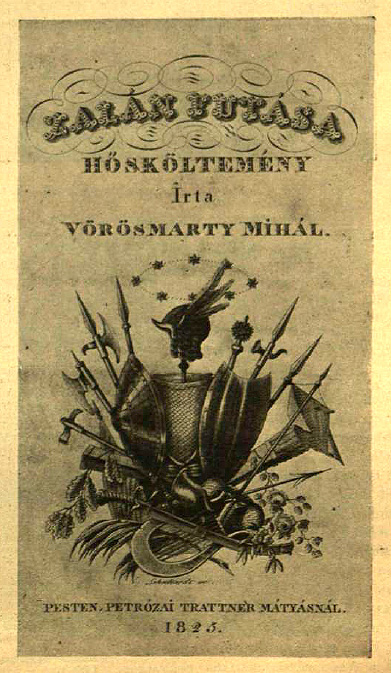
Utěk Zalanův (Zalán futása),
1. vydání

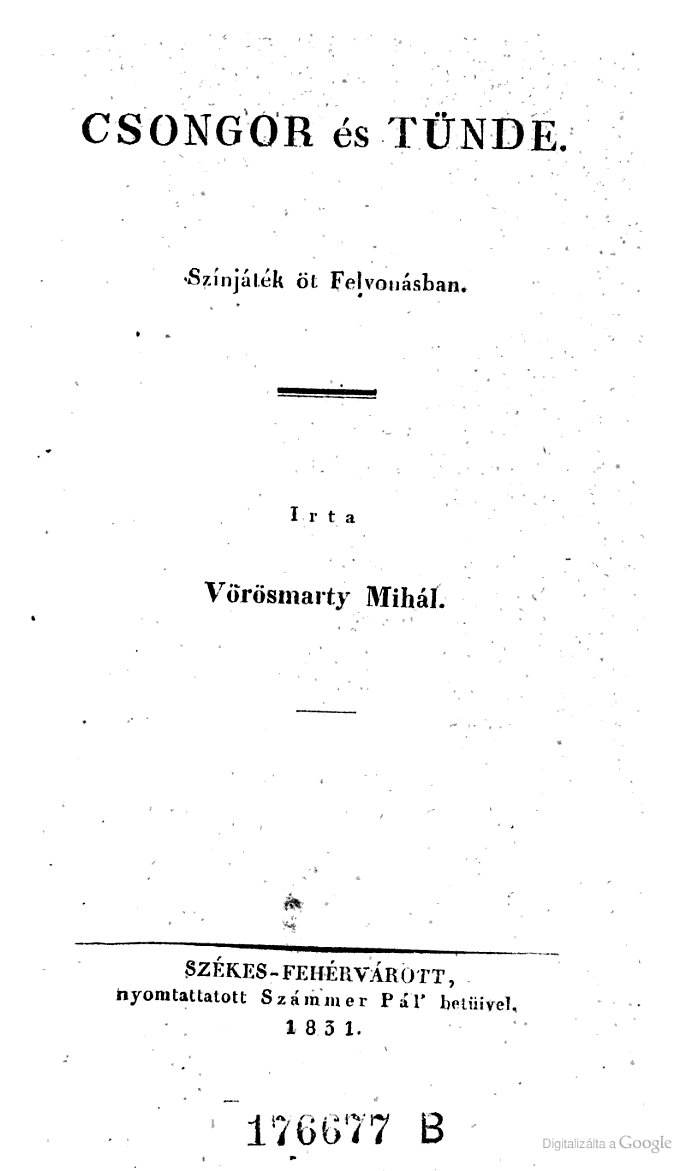
Čongor a víla (Csongor és Tünde), 1. vydání

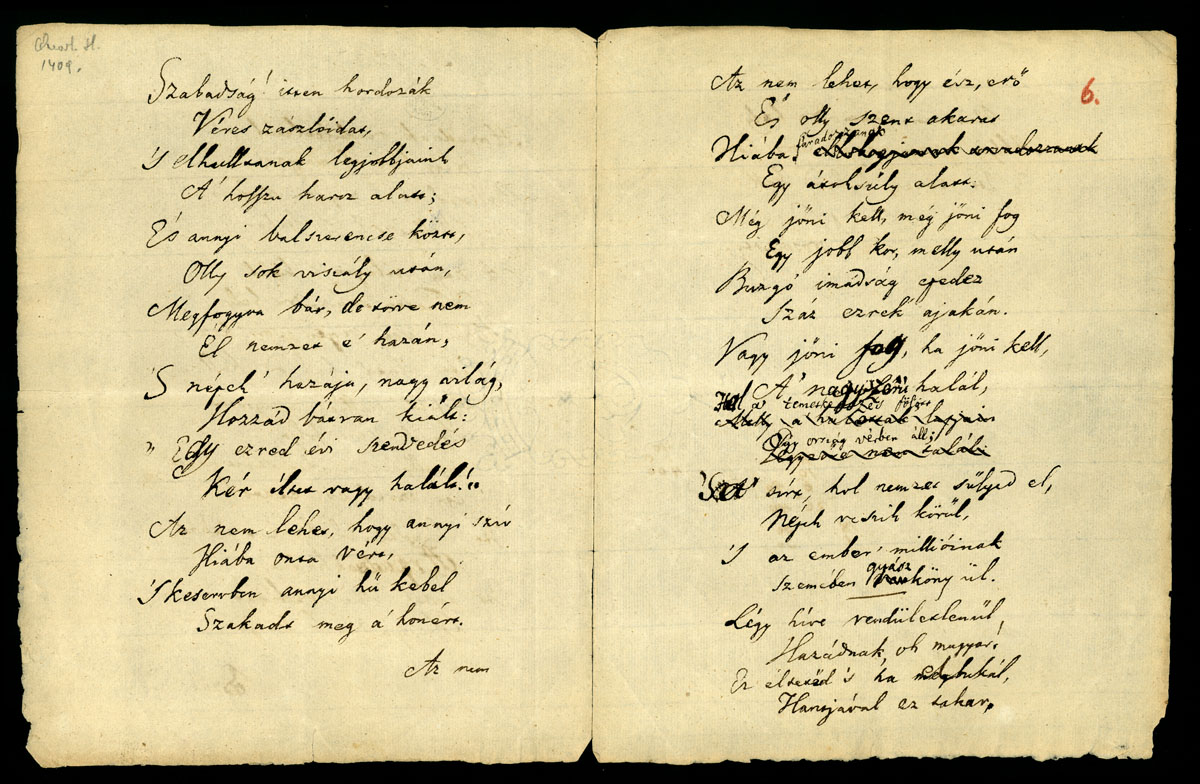
Rukopis básně Výzva (Szózat)

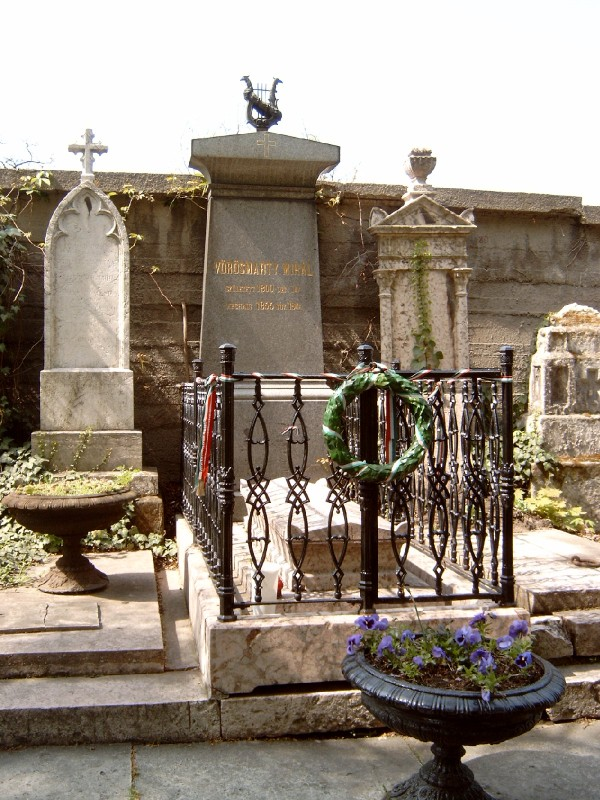
Básníkův hrob v Budapešti

### Epika
- Zalán futása (1825, Útěk Zalánův), historický epos v hexametrech s tématem příchodu Maďarů do Karpatské kotliny, stylově klasicistický, ale obsahem romantický.[3]
- Cserhalom (1825), hrdinský epos s námětem bojů Maďarů s Kumány ve 13. století.
- A Tündérvölgy (1826, Údolí víl), epická fantasie s lidovými motivy.
- A Délsziget (1826, Ostrov štěstí), epická báseň o hledání štěstí.
- Eger (1827), hrdinský epos o bojích Maďarů s Turky v 16. století.
- Szilágyi és Hajmási (1828, Szilágyi a Hajmási), balada.
- A rom (1830, Zřícenina), epos o boji Partů za svobodu.
- A két szomszédvár (1831, Dva sousední hrady), epos s námětem ze středověkých uherských válek, s popisem jejich krutostí.[5]
- Szép Ilonka (1833, Krásná Ilonka), epická báseň.

### Lyrika
- A hontalan (1835, Bezdomovec), lyrická vlastenecká báseň.
- Szózat (1836, Výzva), báseň, která se stala textem neoficiální (tzv. druhé) maďarské hymny, česky též jako Vlastenecká.
- Éj és csillag (1841, Noc a hvězda), milostná lyrická báseň.
- Ábránd (1843, Přelud), milostná lyrická báseň.
- A merengőhöz (1843, K zasněné), milostná lyrická báseň.
- Gondolatok a könyvtárban (1844, Myšlenky v knihovně), symbolizující básně o smyslu lidského života.
- Himnusz (1844, Hymnus), lyrická vlastenecká báseň.
- Az emberek (1846, Lidé), pesimistická reflexní báseň, spojující lepší budoucnost vlasti s nápravou sociálních křivd.[5]
- Jóslat (1847, Věštba), báseň předznamenající revoluci.
- Harci dal (1848, Bojová píseň).
- Az átok (1849, Kletba).
- Előszó (1850, Prolog), báseň, odrážející stav autorovy mysli po pádu maďarské revoluce.
- A vén cigány (1854, Starý cikán), jeden z vrcholů maďarské reflexivní lyriky, líčící bolest národa, způsobenou porážkou boje za nezávislost.[5]

### Divadelní hry
- Salamon király (1826, Král Šalamoun), drama, napsané v duchu Williama Shakepeara.[8]
- A bujdosók (1830, Vyhnanci), tragédie z doby krále Zikmunda.
- Csongor és Tünde (1831, Čongor a víla), romantické filozofické pohádkové drama na motivy lidové pověsti ze 16. století, o lásce prince Čongora a víly Tünde, řešící otázky lidské touhy a smyslu lidské existence.[3]
- Vérnász (1833, Krvavá svatba), drama, napsané v duchu Victora Huga.
- A fátyol titkai (1834, Tajemství závoje), jediná autorova veselohra.[5]
- Árpád ébredése (1837, Probuzení Arpádovo), hra napsaná u příležitosti otevření Maďarského národního divadla.[8]
- Marot bán (1838, Bán Marot), romantická tragédie pomsty a vášní ze středověku.
- Czillei és a Hunyadiakat (1844, Czillei a Huňadovci), historické drama o boji dvou mocných uherských rodů v 15. století, ve kterém se objevují již silné realistické prvky.[5]

### Próza
- Holdvilágos éj (1829, Měsíční noc), romantická povídka s fantastickými motivy, ovlivněná E. T. A. Hoffmannem.
- A kecskebőr (1834, Kozí kůže), humorná povídka o dvou hledačích pokladů.
- Orlay (1837), historický příběh.[9]

## Filmové adaptace
- Szép Ilonka (1920, Krásná Ilonka), maďarský němý film, režie Antal Forgács.
- Csongor és Tünde (1976 Čongor a víla), maďarský televizní film, režie Éva Zsurzs.
- Czillei és a Hunyadiak (1988,Czillei a Huňadovci), maďarský televizní dilm, režie László Félix.
- A vén cigány (2018, Starý cikán), maďarský krátký film, režie Orsolya G. Zsigmond.

## České překlady
- Výzva (1860), přeložil Jan Neruda.
- Vlastenecká (1863), přeložil Bedřich Peška (maďarské reálie nahradil českými).
- Čongor a víla, Praha: Dilia 1981, přeložil Jiří Elman.
- Až se nachýlí noc , Praha: Odeon 1986, uspořádal Richard Pražák, přeložil Libor Štukavec za jazykové spolupráce Richarda Pražáka.